# Maciej Bydliński
Maciej Bydliński, né le 11 mars 1988 à Szczyrk, est un skieur alpin polonais spécialisé dans les disciplines techniques, particulièrement le super combiné.

## Biographie
Membre du club de sa ville natale Szczyrk, il prend part à ses premières compétitions internationales FIS en 2003-2004.
Il fait ses débuts en Coupe du monde en octobre 2008. Il participe à ses premiers championnats du monde en 2009, où il est 23e du super combiné.
Il marque ses premiers points en Coupe du monde en janvier 2011 à Wengen (27e du super combiné). Il obtient ses meilleurs résultats en 2013, lorsqu'il se classe neuvième du super combiné de Kitzbühel puis seizième de celui des Championnats du monde de Schladming, toujours en Autriche. Il est sélectionné pour les Jeux olympiques d'hiver de 2014, où il termine seulement le super G (38e).
En janvier 2015, il marque des bons points en Coupe du monde, de nouveau à Kitzbühel, où il est douzième du super combiné.
Cependant, il n'est plus integré dans l'équipe nationale la saison suivante et ne se rend pas aux Jeux olympiques de Pyeongchang en 2018.

## Palmarès

### Jeux olympiques d'hiver
| Épreuve / Édition | Sotchi 2014 |
| Super G           | 38e         |
| Super combiné     | DNF         |
| Slalom            | DNF         |

### Championnats du monde
| Épreuve / Édition | Val d'Isère 2009 | Garmisch-Partenkirchen 2011 | Schladming 2013 | Beaver Creek 2015 | Saint-Moritz 2017 |
| Super combiné     | 23e              | Abandon                     | 16e             | 27e               | 30e               |
| Super G           | 41e              | Abandon                     | 40e             | Abandon           | 37e               |
| Slalom géant      | Disqualifié      | Abandon                     | -               | Abandon           | -                 |
| Slalom            | Abandon          | Abandon                     | Abandon         | Abandon           | -                 |
| Descente          | -                | -                           | -               | -                 | 37e               |

### Coupe du monde
- Meilleur classement général : 99e en 2013.
- Meilleur résultat : 9e.

#### Classements
| Saison | Général | Slalom | Slalom géant | Super G | Descente | Combiné |
| ------ | ------- | ------ | ------------ | ------- | -------- | ------- |
| 2011   | 161e    | —      | —            | —       | —        | 51e     |
| 2012   | 138e    | —      | —            | —       | —        | 40e     |
| 2013   | 99e     | —      | —            | —       | —        | 14e     |
| 2014   | 150e    | —      | —            | —       | —        | 41e     |
| 2015   | 114e    | —      | —            | —       | —        | 19e     |
| 2016   | 142e    | —      | —            | —       | —        | 39e     |

### Championnat national
- Champion de Pologne à 12 reprises :
  -  1 titre en 2005.
  -  1 titre en 2008.
  -  2 titres en 2009.
  -  2 titres en 2010.
  -  3 titres en 2013.
  -  3 titres en 2018.